# 6550 Парлер
6550 Парлер (6550 Parléř) — астероїд головного поясу, відкритий 4 листопада 1988 року.
Тіссеранів параметр щодо Юпітера — 3,492.